# Optocerus uncinatus
Optocerus uncinatus är en insektsart som beskrevs av Freytag 1969. Optocerus uncinatus ingår i släktet Optocerus och familjen dvärgstritar. Inga underarter finns listade i Catalogue of Life.